# John Crosbie

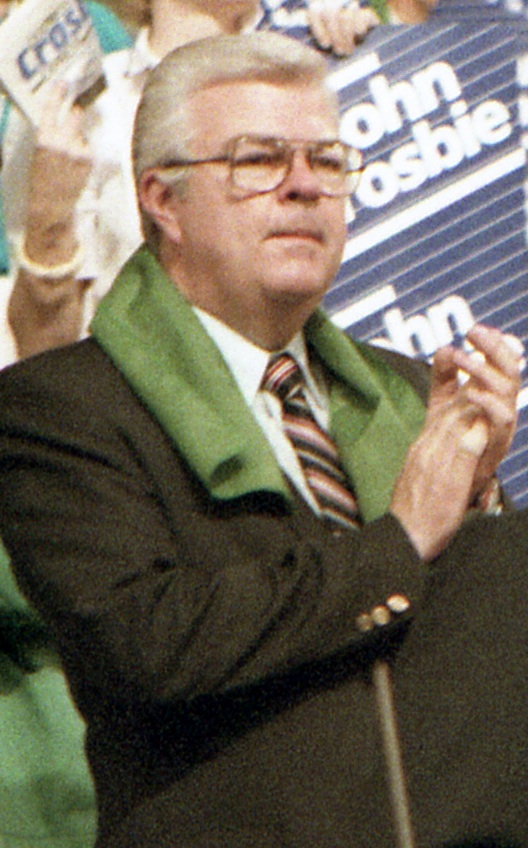
John Crosbie (1983)

John Carnell Crosbie, PC, OC, ONL, QC (* 30. Januar 1931 in St. John’s, Neufundland; † 10. Januar 2020) war ein kanadischer Politiker. Er gehörte mehrere Jahre lang der Provinzregierung von Neufundland und Labrador an. Anschließend war er von 1976 bis 1993 Abgeordneter im kanadischen Unterhaus. In den Regierungen der progressiv-konservativen Premierminister Joe Clark und Brian Mulroney war er unter anderem Finanz-, Justiz- und Fischereiminister. Von 2008 bis 2013 war er Vizegouverneur von Neufundland und Labrador und repräsentierte als solcher das Staatsoberhaupt, Königin Elisabeth II., auf Provinzebene.

## Biografie

### Studium, Lokal- und Provinzpolitik
Crosbie entstammt einer einflussreichen Politikerfamilie. Sein Großvater John Chalker Crosbie war von 1924 bis 1928 Finanzminister des damals noch unabhängigen Staates Neufundland. Sein Vater Chesley Crosbie führte in den 1940er Jahren eine Bewegung an, die vergeblich den Beitritt Neufundlands zu den Vereinigten Staaten anstrebte und eine Vereinigung mit Kanada ablehnte.
Von 1945 bis 1949 (dem Jahr, als Neufundland eine kanadische Provinz wurde), besuchte Crosbie das St. Andrew’s College in Aurora (Ontario). Anschließend studierte er Politikwissenschaft an der Queen’s University in Kingston und Rechtswissenschaft an der Dalhousie University in Halifax. Er heiratete 1952 Jane Ellen Furneaux, mit der er drei Kinder hat. 1956/57 betrieb er ein postgraduales Studium an der University of London und an der London School of Economics. Danach war er als Rechtsanwalt tätig.
Crosbies politische Karriere begann im November 1965 mit der Wahl in den Stadtrat von St. John’s. Nach nur einem halben Jahr trat er zurück, da Joey Smallwood, der Premierminister von Neufundland, ihn als Gesundheitsminister in das Kabinett berief. Kurze Zeit später gewann er einen Sitz im Abgeordnetenhaus. Smallwood, der die Provinz seit 1949 regierte, hatte einen autoritären Führungsstil und weigerte sich, zugunsten einer jüngeren Generation abzutreten, was zu Spannungen innerhalb der Liberal Party of Newfoundland führte.
Crosbie trat 1968 als Minister zurück und forderte Smallwood 1969 erfolglos als Parteivorsitzenden heraus. 1971 schloss er sich der Progressive Conservative Party of Newfoundland von Frank Moores an, die im darauf folgenden Jahr die Wahl gewann. In Moores’ Regierung hatte Crosbie mehrere Ministerposten inne (bis 1974 Finanzen und Wirtschaftsentwicklung, danach Fischerei und Energie).

### Bundespolitik
1976 gewann Crosbie in einer Nachwahl für die Progressiv-konservative Partei einen Sitz im kanadischen Unterhaus und vertrat daraufhin den Wahlkreis St. John’s West. Nach der Unterhauswahl 1979 bildete Joe Clark eine progressiv-konservative Minderheitsregierung und ernannte Crosbie zum Finanzminister. Crosbie stellte ein Budget vor, das jedoch entgegen den Wahlversprechen eine Steuererhöhung vorsah. Daraufhin brachte die Neue Demokratische Partei ein Misstrauensvotum ein, das erfolgreich war und zu einer vorgezogenen Neuwahl führte. Die Progressiv-Konservativen waren nach nur knapp neun Monaten wieder in der Opposition.
1983 war Crosbie ein Kandidat um den Vorsitz der Progressiv-Konservativen Partei und kam hinter Brian Mulroney und Joe Clark auf den dritten Platz. Hauptgrund für sein Scheitern waren seine mangelnden Französischkenntnisse. Nach der Unterhauswahl 1984 ernannte der neue Regierungschef Mulroney ihn zum Justizminister. 1986 wurde Crosbie Verkehrsminister, 1988 Minister für internationalen Handel. Als solcher war er für die Umsetzung des Freihandelsabkommens mit den USA verantwortlich und gab den Anstoß für die Aushandlung des Nordamerikanischen Freihandelsabkommens.
Ab 1991 war Crosbie Fischereiminister und sah sich gezwungen, ein zweijähriges Fangmoratorium für Kabeljau zu erlassen, um die Bestände zu schützen – eine Maßnahme, von der vor allem seine Heimatprovinz stark betroffen war. Er lieferte sich wiederholt heftige Wortgefechte mit der liberalen Abgeordneten Sheila Copps und sorgte dabei mit sexistischen Bemerkungen oft für Kontroversen. Beispielsweise bezeichnete er sie und drei ihrer feministischen Mitstreiterinnen als „die vier Reiterinnen der Apokalypse“. 1993 strebte er keine Wiederwahl mehr an und zog sich aus der Politik zurück.

### Weitere Tätigkeiten
Crosbie arbeitete in St. John’s wieder als Rechtsanwalt, daneben nahm er Einsitz in den Verwaltungsräten verschiedener Institutionen und Unternehmen. 1994 wurde er zum Kanzler der Memorial University of Newfoundland ernannt, vier Jahre später erhielt er den Order of Canada. 1997 veröffentlichte er seine Autobiografie No Holds Barred: My Life in Politics. Darin widmete er ein ganzes Kapitel seiner Rivalin Sheila Copps, mit der er sich in der Zwischenzeit versöhnt hatte. Diese revanchierte sich, indem sie Crosbie das Vorwort in ihrer eigenen Autobiografie Worth Fighting For schreiben ließ. Als die Progressiv-Konservative Partei sich auflöste, schloss er sich 2004 der neuen Konservativen Partei an. Er deutete öffentlich einen Rückzug in die Politik an, sah aber schließlich davon ab.
Am 4. Februar 2008 ernannte Generalgouverneurin Michaëlle Jean Crosbie zum Vizegouverneur der Provinz Neufundland und Labrador, auf Anraten von Premierminister Stephen Harper. Im November 2009 sorgte Crosbie erneut für eine Kontroverse, als er beim Besuch von Prinz Charles einen Mantel aus Robbenfell trug, um seine Unterstützung der Robbenjagd zu demonstrieren. Seine Amtszeit endete am 19. März 2013.

## Zitate
- "Why are you yelling at me? I didn't take the fish from the goddamn water."[2]
„Warum schreit ihr mich an? Ich habe nicht die Fische aus dem gottverdammten Wasser genommen.“ (Entgegnung während einer Demonstration gegen das Kabeljau-Fangmoratorium, 1992)
- "No, and I'm goddamned not going to either! I'll tell you that, and I'm telling you that there isn't one person in the whole goddamn government who's read it. I'm the only one honest enough to say so… At this stage of my life I don't have to kiss anybody's ass, I can say what I goddamn well like."[3]
„Nein, und ich werde es gottverdammt nochmal auch nicht tun! Ich sage Ihnen das und ich sage Ihnen, dass es keine einzige Person in der ganzen gottverdammten Regierung gibt, die es gelesen hat. Ich bin der einzige, der ehrlich genug ist, es zuzugeben… An diesem Punkt in meinem Leben muss ich niemandem den Arsch küssen, ich kann gottverdammt nochmal sagen, was ich will.“ (in der Debatte über das Freihandelsabkommen, 1988)
- "It is better to be sincere in one language than to be a twit in two."[4]
„Es ist besser, in einer Sprache ehrlich zu sein als ein Trottel in zweien.“ (Crosbie über seine fehlenden Französischkenntnisse und Pierre Trudeaus Zweisprachigkeit, 1983)

## Werk
- John Carnell Crosbie: No Holds Barred: My Life in Politics. McClelland & Stewart, Toronto 1997, ISBN 0-7710-2427-4.